# Zell am See-Süd

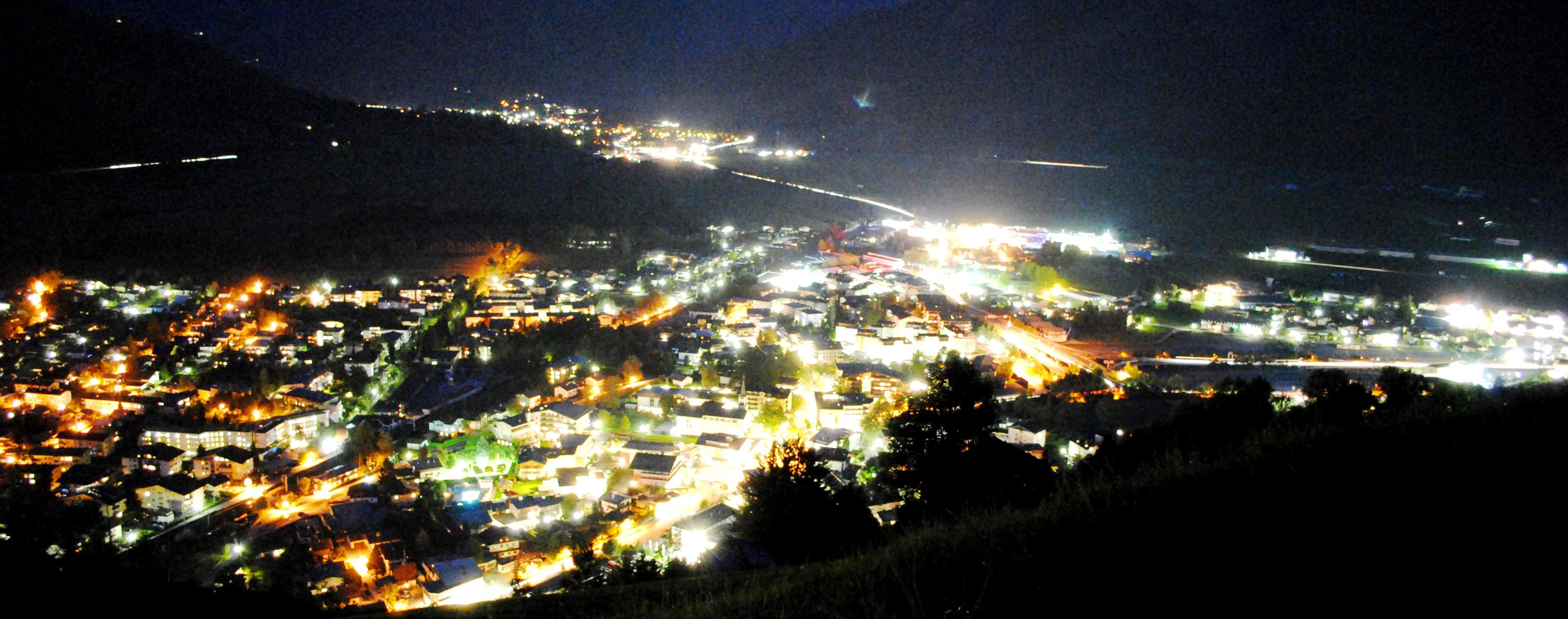
Schüttdorf bei Nacht
(September 2010)

Schüttdorf, als Stadtteil Zell am See-Süd genannt, ist mit 5622 Einwohnern (Stand: 31. Dezember 2011) der bevölkerungsreichste Teil der Bezirkshauptstadt Zell am See.
Schüttdorf ist ein Ort am Zeller See, zur Verwaltungseinheit Zell am See-Süd, welcher einen Teil des Ortschaftsgebietes der Stadt bildet, gehörend.

## Geschichte
Noch zu Beginn des 20. Jahrhunderts war die Gegend südwestlich des Zeller Sees weitgehend unbesiedelt, erst durch die fortschreitenden Regulierungsarbeiten an der Salzach und der Anlage der Seekanäle entstand auf diesem Teil der Zeller Möser neuer Siedlungsraum mit ersten „Hütteln“, nach denen der Ortsteil als „Hütteldorf“ bezeichnet wurde. Auf Antrag der Bewohner fasste die Stadtvertretung am 22. August 1930 den einstimmigen Beschluss, den Namen in „Schüttdorf“ umzuändern. Am nördlichen Ortsrand des Ortsteiles Schüttdorf befindet sich das Anwesen Schüttgut der Familien Porsche und Piëch, das als Landwirtschaft mit 140 Rindern geführt wird.

## Gewerbe
Als größter Teil von Zell am See hat Zell am See-Süd einen Aufschwung durch die Ansiedlung verschiedener Firmen erlebt.
Die Prof. Ferdinand Porsche-Straße und die Gletschermoosstraße wurden im Frühjahr 2008 mit einer neuen Fahrbahn verbunden. Das Südende von Schüttdorf ist aufgrund der Ansiedlung von Firmen und Einkaufsmärkten bis auf etwa 600 Meter an die Nordgrenze des Gewerbegebietes der Gemeinde Bruck an der Großglocknerstraße herangerückt. Die Kitzsteinhornstraße hat sich in den letzten Jahren zu einer Einkaufsstraße entwickelt.

## Infrastruktur

### Bauten, Sport und Straßen
In Zell am See-Süd gibt es eine Seniorenwohnanlage, ein Jugendzentrum, eine Sportanlage, ein Strandbad sowie Tennisplätze.
Außerdem sind neue Verkehrswege angelegt und (a) nach Persönlichkeiten aus der Region oder (b) nach dominanten Berggipfeln benannt worden: Ferdinand-Porsche-Straße (2008) sowie Kitzsteinhorn-Straße.

### Bildung
In Zell am See-Süd gibt es eine Volksschule, ein Gymnasium, eine Sonderschule, ein Polytechnikum, eine Handelsakademie und eine Handelsschule:
- Volksschule Schüttdorf (Prof. Dr. Ferdinand Porsche Gedächtnisschule)
- Allgemeine Sonderschule
- Polytechnische Schule Zell am See
- Bundesgymnasium und Bundesrealgymnasium Zell am See
- Bundeshandelsakademie und Bundeshandelsschule

### Kirchliches
In Schüttdorf steht die katholische Pfarrkirche zum Hl. Pius X. im modernen Baustil.

## Verkehr

### Flugplatz Zell am See
Es besteht ein Flugplatz (ICAO: LOWZ) mit asphaltierter Start- und Landebahn, sowie auch einem Hangar, Terminal und Tower. Derzeit wird der Flugplatz von Kleinflugzeugen und Segelfliegern genutzt. Es bestehen Pläne, die Landebahn zu verlängern.

### Pinzgauer Lokalbahn
Der Stadtteil Zell am See-Süd ist an die Pinzgauer Lokalbahn angebunden, diese wird von der Salzburg AG betrieben. Die Schmalspurbahn verfügt in Zell am See-Süd über vier Haltestellen:
- Tischlerhäusl
- Kitzsteinhornstraße
- Areitbahn
- Bruckberg

Die Gleisinfrastruktur zwischen dem Bahnhof Zell am See und der Haltestelle Zellermoos wurde zwischen 27. Oktober und 6. Dezember 2020 erneuert.